# Alho-das-vinhas
Alho-das-vinhas (Allium vineale) é uma planta perene do género Allium,  nativa da Europa, norte de África e Ásia ocidental.
Todas as partes da planta têm um forte odor a alho. O bolbo subterrâneo mede de 1 a 2 cm de diâmetro, com bolbilhos ("dentes", na designação popular) pediculados. O caule principal cresce de 30 a 120 cm de altura, suportando 2 a 4 folhas semi-roliças e ocas e uma inflorescência apical de 2 a 5 cm de diâmetro, com alguns bolbilhos e poucas ou nenhumas flores, sobre uma bráctea na base que cairá com o tempo (espata caduca). As folhas, tubulares, medem de 15 a 60 cm de comprimento e 2 a 4 mm de grossura, com textura cerosa, com uma ranhura ao longo da face virada para o caule. As flores medem de 2 a 5 mm de comprimento, com seis pétalas que variam do cor-de-rosa ao vermelho ou esverdeado. Floresce no Verão, de Junho a Agosto, no norte da Europa.
As plantas cujas umbelas não têm flores mas apenas bolbilhos são consideradas, por vezes, como fazendo parte da variedade Allium vineale var. compactum, mas tal classificação não parece não ter grande relevância taxonómica.

## Usos e problemas
O alho-das-vinhas pode ser utilizado como substituto do alho comum. Transmite um sabor semelhante ao do alho ao leite e à carne do gado se este a consumir. É, por vezes, considerada uma erva-daninha, já que também altera o sabor dos cereais durante as colheitas, por influência dos bolbilhos aéreos.
A espécie foi introduzida na Austrália e na América do Norte, onde se tornou uma espécie invasora.